# Metajapyx steevesi
Metajapyx steevesi är en urinsektsart som beskrevs av Smith och Bolton 1964. Metajapyx steevesi ingår i släktet Metajapyx och familjen Japygidae. Inga underarter finns listade i Catalogue of Life.